# 앨런 와이즈먼

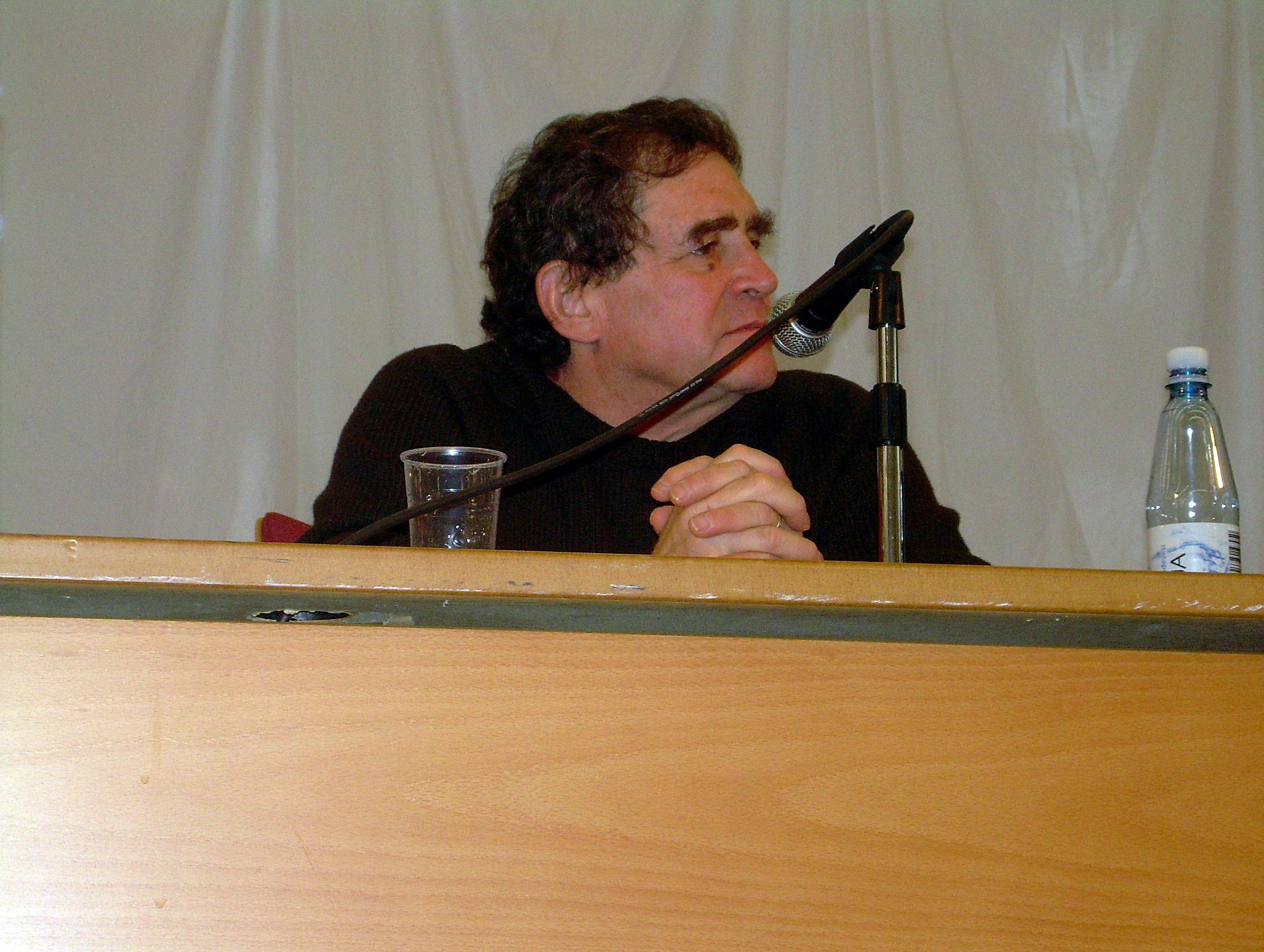
2008년

앨런 H. 와이즈먼(Alan H. Weisman, -1947년 3월 24일 ~ )은 미국의 언론인, 대학교수이다.

## 생애
미네소타주의 미니애폴리스에서 태어났다. 노스웨스턴 대학교에서 문학 학사와 언론학 석사를 취득하였다. 뉴욕 타임스 매거진·하퍼스·디스커버 같은 유력 언론의 주요 필자이며 다수의 국제적 권위의 상을 수상하였다.

## 작품

### 인간 없는 세상
2007년 출간한 인간 없는 세상(The World Without Us)는 인간이 멸종하였을 때 자연이 어떻게 스스로를 복원하는지를 다뤘으며, 이는 지구 온난화, 인구과잉 문제 등 환경문제를 경고하고자한 것이다. 이 책은 뉴욕타임스 베스트셀러 6위에 올랐으며 타임지와 Entertainment Weekly에서 선정한 2007년 10대 논픽션 중에서 1위에 선정되었다. 뉴욕 타임스는 “전 세계가 함께 읽어야 할 2007년 최고의 논픽션”이고 극찬하였다. 책의 집필을 위해 그는 한국의 비무장지대 등 세계 각지를 답사하고, 고생물학자, 해양생태학자 등 다양한 분야의 전문가들을 인터뷰하였다. 와이즈먼의 사고실험은 인간 부재에 자연이 어떻게 반응하는지와, 인간이 남긴 유산이 무엇인지, 그것들이 얼마나 지속될 수 있는지에 대해서 중점적으로 다룬다. 책에 따르면 인간 멸종 후 500년이면 모든 도시들이 숲으로 변하며, 1000년이면 영불해협 해저터널과 같은 초대형 인공구조물 이외의 것들은 모두 사라진다. 해양을 떠 다니는 아프리카 대륙(3036만km2)에 육박하는 넓이(2600만km2·7조8649억6460만 평)의 거대한 플라스틱 쓰레기들을 분해하는 미생물이 진화하려면 수백만년이 걸린다. 50억년 후 태양이 팽창하면서 내행성들을 모두 화염 덩어리로 만들면, 지구상의 모든 생명체는 사라지고 인간이 남긴 라디오, TV전파만 우주를 방랑하게 된다. 와이즈먼은 결론에서 인간이 지속가능한 성장을 추구하지 않을 경우 다른 생명체들과 마찬가지로 멸망할 수 있음을 강조한다.

### 인구 쇼크
2013년의 인구 쇼크(Countdown: Our Last, Best Hope for a Future on Earth?)에서 그는 인구 증가를 선호하는 경제학자들을 반박하며, 녹색 혁명이후 전세계적으로 급증해온 인구가 어떠한 재앙을 불러왔는지를 보여준다. 중국의 '한 자녀 정책'과 남아 선호, 니제르의 사막화, 파키스탄의 낙태, 싱가포르의 출산 장려금, 가톨릭과 피임 등의 문제를 다양한 각도에서 분석한다. 그는 책의 집필을 위해 세계 20여 개국을 탐사하였다. 맬서스의 '인구론'(1798), 폴 에를리히의 '인구 폭탄'(1968) 등 인구 문제에 부정적 예측은 녹색혁명으로 인해 다행히 벗어났지만 이는 "인구 문제를 해결하는 데 한 세대 정도의 시간을 벌어준 것뿐"이다. 와이즈먼은 "사망률을 높일 수는 없으니 방법은 임신을 관리해 출생률을 낮추는 것뿐"이라며 "멸종 위기를 겪는 종(種)처럼 우리도 어쩌면 '살아 있는 시체(living dead)'일지 모른다"고 경고한다.

## 수상
- 1998 Social Inventions Award, Global Ideas Bank, 가비오따쓰
- 2007 National Book Critics Circle Award 논픽션 최종후보, 인간 없는 세상
- 2007 타임지 올해의 논픽션 1위 선정, 인간 없는 세상
- 2007 Salon Book Award, 인간 없는 세상
- 2008 Book Sense Book of the Year Honor Book, Nonfiction, 인간 없는 세상
- 2008 Orion Book Award Finalist, 인간 없는 세상
- 2008 ALA Notable Books for Adults, 인간 없는 세상
- 2013 Paris Book Festival Prize for nonfiction, 인구 쇼크
- 2014 Los Angeles Times Book Prize]] (Science and technology) 수상, 인구 쇼크
- 2014 Nautilus Gold Book Award, 인구 쇼크
- 2014 Population Institute’s 2014 Global Media Award for best book, 인구 쇼크
- 2014 Orion Book Award 최종후보, 인구쇼크
- 2014 Books for a Better Life Award 최종후보, 인구 쇼크

## 사생활
메사츄세츠에서 부인인 조각가 Beckie Kravetz와 함께 살고 있다.

## 저서
- 1986 LA Frontera: The United States Border With Mexico
- 1998 Gaviotas: A Village to Reinvent the World
- 1999 An Echo in My Blood: The Search for My Family's Hidden Past
- 2007 인간 없는 세상
- 2013 인구 쇼크